# Seznam zápasů jugoslávské fotbalové reprezentace na Mistrovství Evropy
Jugoslávská fotbalová reprezentace byla celkem 4x na mistrovstvích Evropy ve fotbale a to v letech 1960, 1968, 1976, 1984.
- Aktualizace po ME 1984 - Počet utkání - 10 - Vítězství - 2x - Remízy - 1x - Prohry - 7x

| Číslo | Soupeř        | Výsledek   | ME      | Fáze turnaje       | Góly Jugoslávie                                              |
| ----- | ------------- | ---------- | ------- | ------------------ | ------------------------------------------------------------ |
| 1.    | Francie       | 5 – 4      | ME 1960 | Semifinále         | 2x Dražan Jerković, Milan Galić, Ante Zanetic, Tomislav Knez |
| 2.    | Sovětský svaz | 1 – 2      | ME 1960 | Finále             | Milan Galić                                                  |
| 3.    | Anglie        | 1 – 0      | ME 1968 | Semifinále         | Dragan Džajić                                                |
| 4.    | Itálie        | 1 – 1 (PP) | ME 1968 | Finále             | Dragan Džajić                                                |
| 5.    | Itálie        | 0 – 2      | ME 1968 | Finále (opakované) | Ne                                                           |
| 6.    | SRN           | 2 – 4 (PP) | ME 1976 | Semifinále         | Danilo Popivoda, Dragan Džajić                               |
| 7.    | Nizozemsko    | 2 – 3 (PP) | ME 1976 | o 3. místo         | Josip Katalinski, Dragan Džajić                              |
| 8.    | Belgie        | 0 – 2      | ME 1984 | základní skupina A | Ne                                                           |
| 9.    | Dánsko        | 0 – 5      | ME 1984 | základní skupina A | Ne                                                           |
| 10.   | Francie       | 2 – 3      | ME 1984 | základní skupina A | Milos Šestić, Dragan Stojković (penalta)                     |